# Mario & Luigi: Abenteuer Bowser
Mario & Luigi: Abenteuer Bowser (jap.: マリオ&ルイージRPG3!!!, Hepburn: Mario ando Ruīji Āru Pī Jī Surī!!!) ist ein Computerrollenspiel, das von AlphaDream entwickelt und von Nintendo am 11. Februar 2009 in Japan, am 15. September 2009 in Nordamerika, am 9. Oktober 2009 in Europa und am 22. Oktober 2009 in Australien exklusiv für den Nintendo DS veröffentlicht wurde. Es ist der dritte Teil der Mario-&-Luigi-Reihe sowie der Nachfolger von Mario & Luigi: Zusammen durch die Zeit und der Vorgänger von Mario & Luigi: Dream Team Bros.

## Handlung
In Abenteuer Bowser erkranken alle Toads (Bewohner des Pilzkönigreiches) an der Metabowlie, einer Krankheit die, wie sich herausstellt, von Lugmillas Ex-Handlanger Krankfried verbreitet wurde. Dieser verkauft Bowser unter falschem Namen einen Vakuum-Pilz, mit dem Bowser Mario, Luigi, Peach und viele andere in seinen Körper einsaugt. In diesem RPG spielt man erstmals nicht nur als Mario und Luigi, sondern auch als Bowser, der, die Helden unwissentlich in seinem Körper mitschleppend, versucht, Krankfried aufzuhalten. Krankfried will sich den „Finsterstern“ holen, einen durch und durch bösartigen Stern, der einst vom Himmel fiel, und ihn für seine Pläne benutzen.

## Remake
Während einer Nintendo Direct vom 8. März 2018 wurde ein Remake des Spiels für den Nintendo 3DS namens Mario & Luigi: Abenteuer Bowser + Bowser Jrs Reise (jap.: マリオ&ルイージRPG3!!! DX, Hepburn: Mario ando Ruīji Āru Pī Jī Surī!!! Derakkusu) angekündigt. Das Spiel erschien am 27. Dezember 2018 in Japan, am 11. Januar 2019 in Nordamerika, am 25. Januar 2019 in Europa und am 26. Januar 2019 in Australien.
Diese überarbeitete Version des Spiels verfügt über verbesserte Grafik und enthält eine neue Nebenhandlung unter dem Titel „Bowser Jr.s Reise“.